# Cmentarz w Klikowej
Cmentarz w Klikowej – czynny cmentarz w Tarnowie, w dzielnicy Klikowa. Dzieli się na część parafialną i komunalną.
Rzymskokatolicki cmentarz parafialny powstał przed II wojną światową. Znajduje się na nim kaplica cmentarna.
W 2008 obok cmentarza parafialnego powstał cmentarz komunalny. Pierwszy pochówek odbył się 13 grudnia 2008. Znajduje się na nim kaplica cmentarna, dom przedpogrzebowy oraz kolumbarium. Docelowo na cmentarzu ma być udostępnionych 10 000 miejsc pochówkowych.